# Francesc Queralt
Francesc Queralt (Les Borges Blanques, Garrigues, 1740 – Barcelona, 28 de febrer de 1825) fou mestre de capella de la catedral de Barcelona entre els anys 1774 i 1815. Queralt va ser un dels compositors del classicisme que més va aportar al gènere de l'oratori.

## Desenvolupament de la seva carrera eclesiàstica.
Una de les primeres dades documentals que es conserven de Francesc Queralt es remunta a l'1 de juliol de 1749, data en la qual sol·licita l'admissió com a escolà de la capella de música de la catedral de Lleida. Tot i que no es conserva la resposta d'aquesta sol·licitud, sembla que la seva primera formació hauria tingut lloc en aquesta seu.
De la seva carrera eclesiàstica se’n poden destacar algunes dates importants. En primer lloc, i pel que fa a la seva sol·licitud per a la plaça mestre de capella de la catedral de Barcelona (del 29 de novembre de 1773), es pot saber, perquè així mateix ho explica l'autor, que hi havia estat vinculat des de feia 14 anys i que en aquell moment ostentava el càrrec de sota mestre.
Per altra banda, el 17 de gener de 1774 s'acorda que Francesc Queralt substitueixi el fins aleshores mestre de capella Josep Pujol, i el notari del capítol cardenalici de Barcelona dona fe del jurament de Francesc Queralt com a mestre de capella el 21 de gener del mateix any.
L'any 1777 sol·licita l'acceptació als quatre ordes menors, i se li atorguen; el març de 1778 demana ser admès a l'orde de sotsdiaconat, que també se li concedeix; i el novembre de 1778 fa la petició al de diaconat. Finalment, el 20 de febrer de 1779 Francesc Queralt demana que se l'admeti a l'orde del presbiterat. El 1779 ja hi ha constància que digué missa nova, ordenat com a prevere, a l'església de la Mercè.
El 1815 és jubilat del càrrec de mestre de capella i és substituït per Ramon Aleix. Uns mesos més tard, Queralt sol·licita permís per absentar-se del bisbat de Barcelona i traslladar-se al de Lleida i Saragossa; se li concedeix el permís pel temps que li convingui.
Malgrat no disposar de la data exacta de la seva tornada a Barcelona, Baltasar Saldoni, darrer dels deixebles de Queralt, afirma que el 1822 inicia les classes amb el mestre.
D'acord amb Saldoni, Francesc Queralt mor el 28 de Febrer de l'any 1825, i el llibre d'òbits de la catedral de Barcelona indica l'1 de març de 1825 com la data de seva sepultura.

## Deixebles de Francesc Queralt
Alguns dels seus deixebles són: Joan Bros (1776-1852), Mateu Ferrer (1788-1864), Ramon Vilanova (1801-1870), Anastasio Horta y Lleopart, i Baltasar Saldoni (1807-1889). Pel que fa a aquest darrer, sembla que Francesc Queralt el va acceptar com a deixeble en un moment en què el mestre pensava retirar-se, però com que Saldoni venia amb una carta de recomanació d'una de les “principales señoras de Barcelona”, Queralt el va acceptar, finalment, com a alumne.

## Obra
La seva producció comprèn majoritàriament música religiosa: duets, dos Magnificat (1799 i 1791), un Nisi Dominus i un Beatus vir. També va compondre diversos oratoris que foren estrenats a Sant Felip Neri de Barcelona i a altres esglésies de la ciutat.

## La disputa amb l'organista Carles Baguer
El Divendres de Passió de l'any 1796 tingué lloc una forta disputa entre Queralt i Carles Baguer, donat que ambdós havien compost un oratori per a la festa de Maria Santíssima dels Dolors. En aquella ocasió, i per tal de reconduir la situació, la Congregació dels Dolors es va veure obligada a reunir-se en junta secreta per tal d'avaluar les dues composicions i decidir quina d'ambdues seria la que s'hauria d'interpretar en aquella jornada. La junta es decantà finalment per l'oratori de Queralt, Oratorio dels Dolors, composició que fou molt aplaudida per tot el públic assistent, fins i tot pels seus detractors, tal com en deixa constància el Baró de Maldà en el seu manuscrit Calaix de sastre.